# Naschhausen (Orlamünde)
Naschhausen ist ein Ortsteil der Stadt Orlamünde im Saale-Holzland-Kreis in Thüringen.

## Geografie
Der Ortsteil Naschhausen, auch Unterstadt genannt, liegt direkt an der Mündung des Flüsschens Orla in die Saale. Durch Naschhausen führen die Bundesstraße 88, die Landesstraße 1108 und die Bahnstrecke Großheringen–Saalfeld, von der die Bahnstrecke Orlamünde–Pößneck abzweigt.

## Geschichte
Am 16. Januar 1194 wurde diese Ansiedlung erstmals urkundlich genannt.
Die Unterstadt wird nach dem einstigen Verpflegungshaus des Grafen von Orlamünde als Naschhausen benannt.